# ريكاردو فاسكونسيلوس
ريكاردو فاسكونسيلوس (27 أكتوبر 1997 - ) (بالإنجليزية: Ricardo Vasconcelos)‏ هو لاعب كريكت جنوب أفريقي. لعب مع نادي مقاطعة نورثامبتونشير للكريكت ‏ وBoland (cricket team) ‏.

## وصلات خارجية
- ريكاردو فاسكونسيلوس على موقع إي آس بي آن كريك إنفو (الإنجليزية)